# Kate Moran
Kathryn «Kate» Moran es una oceanógrafa y profesora canadiense de la Facultad de Ciencias de la Tierra y del Océano en la Universidad de Victoria.  Es la presidenta de Ocean Networks Canada. 

## Educación
Kate Moran creció en Pennsilvania, donde se interesó por primera vez en el océano.  Moran completó una licenciatura en ingeniería civil en la Universidad de Pittsburgh.  Pasó algún tiempo trabajando en Procter and Gamble antes de unirse a un nuevo programa en Ocean Engineering en la Universidad de Rhode Island.   Después de recibir una oferta de trabajo del Atlantic Food Science Center, se mudó a Nueva Escocia.  Recibió su doctorado en 1995 en la Universidad de Dalhousie, bajo la supervisión de Geoff Meyerhoff.

## Investigación
Moran investiga geotécnica marina y paleoclimatología que la ha conducido a expediciones oceanográficas varias.  En 2004 formó parte de un equipo para extraer 400 metros de núcleo de sedimentos del lecho marino del Ártico, utilizándolo para comprender el clima cambiante en este territorio.  La expedición fue organizada por la Swedish Polar Research Secretariat, que incluso organizó una fiesta para los científicos en el hielo.  Su equipo identificó el terremoto que causó el tsunami indio de 2004.  Todd McLeish la describió como que sabe «más que nadie sobre la historia del cambio climático en el Ártico».
En 2008, Moran emitió un testimonio en la Casa Blanca que describe la evidencia científica del cambio climático y las predicciones futuras que resultaron de la investigación.  Entre 2009 y 2011, Moran fue adscrito a la Oficina de Política de Ciencia y Tecnología de la Casa Blanca del presidente Obama.  Obama instruyó al gobierno federal para desarrollar una política oceánica, que fue lanzada en 2012.  Moran participó en la política climática tras el derrame de petróleo de Deepwater Horizon en 2010.  Moran trabajó con el secretario Steven Chu para averiguar cómo prevenir un desastre. Es una partidaria de la energía renovable, declaró que «cuando empecé a preocuparme seriamente por el hecho de que tenemos que dejar de crear CO2, me involucré en el primer parque eólico marino en los Estados Unidos».
En 2012, Moran asumió el cargo de Presidenta y directora ejecutiva de Ocean Networks Canadá, donde dirigió el avanzado observatorio de océanos por cable de Canadá, NEPTUNE, en el Océano Pacífico Noreste. Los observatorios cableados son de acceso abierto, sus datos se proporcionan de forma gratuita a cualquier persona en el mundo.  Es miembro del Centro Clear Seas para el transporte marítimo responsable.
En 2012, Moran pronunció una charla TEDx en Vancouver, titulada «Conectando los océanos de nuestro planeta...  A Internet». Sus sistemas de observación proporcionan monitoreo de los procesos del océano las 24 horas. En 2015, obtuvo un financiamiento de $5 millones del gobierno de la Columbia Británica para la detección temprana de terremotos. En 2017, Moran ganó una subvención de $2.4 millones de la Canada Foundation for Innovation para construir un nuevo observatorio y proporcionar información sobre los riesgos sísmicos y de tsunami en la Columbia Británica. Ella es una Experta en Preguntas de Investigación Prioritarias para la Ciencia Pública Canadiense.